# Espaço vetorial simplético
Um espaço vetorial simplético é um espaço vetorial {\displaystyle V} sobre um corpo {\displaystyle F} junto com uma forma simplética, isto é, uma função {\displaystyle \omega \colon V\times V\rightarrow F} com as seguintes propriedades:
i) bilinearidade: {\displaystyle \omega } é linear em cada argumento, isto é, para cada {\displaystyle x\in V}, {\displaystyle v\mapsto \omega (v,x)} é uma transformação linear de {\displaystyle V} em {\displaystyle F}, e analogamente para o segundo argumento.
ii) alternância: para todo {\displaystyle v\in V}, {\displaystyle \omega (v,v)=0}.
iii) não-degenerescência: se {\displaystyle v\in V} é tal que {\displaystyle \omega (v,u)=0} para todo {\displaystyle u\in V}, então {\displaystyle v=0}.
Note que, de ii), obtemos {\displaystyle \omega (u+v,u+v)=0} quaisquer que sejam {\displaystyle u\in V} e {\displaystyle v\in V}; usando a bilinearidade, temos que {\displaystyle \omega (u,v)=-\omega (v,u)}, isto é, toda forma alternada é antissimétrica. A recíproca é verdadeira em corpos de característica diferente de {\displaystyle 2}.
Se {\displaystyle V} tem dimensão finita, a escolha de uma base ordenada {\displaystyle v_{1},\ldots ,v_{n}} nos dá uma matriz {\displaystyle W={\big (}\omega (v_{i},v_{j}){\big )}_{i,j}\in \operatorname {Mat} _{n,n}(F)} que é não-singular (pois {\displaystyle \omega } é não-degenerada), antissimétrica e “oca” (hollow) i.e. todas as entradas da diagonal principal são nulas.
Lema. Seja {\displaystyle A\in \operatorname {Mat} _{n,n}(R)} uma matriz quadrada com entradas num anel {\displaystyle R} comutativo com identidade. Se {\displaystyle n} é ímpar e {\displaystyle A} é antissimétrica e oca, então {\displaystyle \det A=0}.
Prova. Como {\displaystyle A} é oca, temos {\displaystyle \textstyle {\det A=\sum _{\sigma \in D}(\operatorname {sgn} \sigma )\,a_{1,\sigma (1)}\ldots a_{n,\sigma (n)}}}, onde {\displaystyle D} é o conjunto de todas as permutações de {\displaystyle S_{n}} sem pontos fixos. Como {\displaystyle n} é ímpar, não há involuções – elementos {\displaystyle \tau } com {\displaystyle \tau ^{2}=1} – em {\displaystyle D}. Em {\displaystyle D}, declare {\displaystyle \tau \equiv \sigma \iff \tau =\sigma ^{\pm 1}}. Trata-se de uma relação de equivalência. Pela ausência de involuções, cada classe de equivalência tem exatamente dois elementos e é da forma {\displaystyle \{\sigma ,\sigma ^{-1}\}}. Logo, se {\displaystyle D^{\prime }} é um conjunto de representantes, então {\displaystyle D=D^{\prime }\cup {\big (}D^{\prime })^{-1}}, reunião disjunta. A antissimetria de {\displaystyle A} finaliza a prova.
Como corolário, obtemos que todo espaço simplético de dimensão finita possui dimensão par.
Se {\displaystyle (V,\omega )} e {\displaystyle (W,\eta )} são espaços simpléticos (sobre o mesmo corpo), uma transformação {\displaystyle t\colon V\rightarrow W} será dita simplética (ou um simplectomorfismo) quando for linear e satisfizer {\displaystyle \eta (t(u),t(v))=\omega (u,v)}. É imediato que se {\displaystyle t} é simplética, então {\displaystyle \operatorname {Ker} t=\{0\}}. Um isomorfismo de  {\displaystyle (V,\omega )} em {\displaystyle (W,\eta )} é uma transformação simplética para a qual existe uma inversa também simplética. Não surpreendentemente, no caso dos espaços simpléticos, se uma transformação simplética é invertível, então é um isomorfismo.

## Bases simpléticas
Seja {\displaystyle (V,\omega )} um espaço simplético de dimensão finita {\displaystyle 2n}. Uma base ordenada {\displaystyle x_{1},\ldots ,x_{n},y_{1},\ldots ,y_{n}} é dita simplética quando {\displaystyle \omega (x_{i},x_{j})=\omega (y_{i},y_{j})=0}, {\displaystyle \omega (x_{i},y_{j})=\delta _{i,j}}. Sem supor que um espaço simplético finitamente gerado possui dimensão par, é possível mostrar que há uma base com essas propriedades, provando em particular que a dimensão tem de ser par. Trata-se de um processo análogo ao de Gram-Schmidt.
Considere agora um espaço vetorial {\displaystyle U}. Considerando espaço vetorial {\displaystyle U\oplus U^{\ast }}, construído a partir dos pares {\displaystyle (u,t)} com {\displaystyle u\in U,t\in U^{\ast }}, podemos definir uma forma bilinear alternada {\displaystyle \omega _{U}} por {\displaystyle \omega {\big (}(u,t),(v,s){\big )}=s(u)-t(v)}. Vê-se facilmente que {\displaystyle \omega } é não-degenerada. Num espaço simplético {\displaystyle (V,\eta )}, um subespaço {\displaystyle U\leq V} que induz um isomorfismo {\displaystyle h\colon (U\oplus U^{\ast },\omega _{U})\cong (V,\eta )} é chamado de subespaço Lagrangiano. Que um isomorfismo desse tipo existe é consequência imediata da existência de uma base simplética.

## Orientação
Uma forma bilinear alternada {\displaystyle \omega \in \textstyle {\bigwedge }^{2}(V)} num espaço vetorial real {\displaystyle V} de dimensão {\displaystyle n} é não degenerada se e somente se {\displaystyle n} é par e {\displaystyle \omega ^{n/2}=\omega \wedge \ldots \wedge \omega } é uma forma de volume. Num espaço simplético {\displaystyle (V,\omega )} com base simplética {\displaystyle x_{1},\ldots ,x_{n},y_{1},\ldots y_{n}}, {\displaystyle \omega ={x_{1}}^{\!\ast }\wedge {y_{1}}^{\!\ast }+{x_{2}}^{\!\ast }\wedge {y_{2}}^{\!\ast }+\ldots +{x_{n}}^{\!\ast }\wedge {y_{n}}^{\!\ast }}. Então
{\displaystyle {\begin{aligned}\omega ^{n}=&\sum _{(i_{1},\ldots ,i_{n})}{x_{i_{1}}}^{\!\ast }\wedge {y_{i_{1}}}^{\!\ast }\wedge {x_{i_{2}}}^{\!\ast }\wedge {y_{i_{2}}}^{\!\ast }\wedge \ldots \wedge {x_{i_{n}}}^{\!\ast }\wedge {y_{i_{n}}}^{\!\ast }\\=&\sum _{\sigma \in S_{n}}{x_{\sigma (1)}}^{\!\ast }\wedge {y_{\sigma (1)}}^{\!\ast }\wedge {x_{\sigma (2)}}^{\!\ast }\wedge {y_{\sigma (2)}}^{\!\ast }\wedge \ldots \wedge {x_{\sigma (n)}}^{\!\ast }\wedge {y_{\sigma (n)}}^{\!\ast }\\=&(n!)\cdot {x_{1}}^{\!\ast }\wedge {y_{1}}^{\!\ast }\wedge {x_{2}}^{\!\ast }\wedge {y_{2}}^{\!\ast }\ldots {x_{n}}^{\!\ast }\wedge {y_{n}}^{\!\ast }\\=&(n!)(-1)^{n(n-1)/2}{x_{1}}^{\!\ast }\wedge {x_{2}}^{\!\ast }\wedge \ldots \wedge {x_{n}}^{\!\ast }\wedge {y_{1}}^{\!\ast }\wedge {y_{2}}^{\!\ast }\wedge \ldots \wedge {y_{n}}^{\!\ast }.\end{aligned}}}
Logo {\displaystyle \omega ^{n}} orienta {\displaystyle V}.

## Variedades simpléticas
Seja {\displaystyle M} uma variedade diferenciável. Uma {\displaystyle 2}-forma {\displaystyle \omega \in \Omega ^{2}(M)} será dita não degenerada quando o seguinte se verificar: se {\displaystyle X\in {\mathfrak {X}}(M)} é um campo de vetores tal que {\displaystyle \omega (X,Y)=0} para todo campo {\displaystyle Y\in {\mathfrak {X}}(M)}, então {\displaystyle X=0}. Isso é equivalente a exigir que {\displaystyle \omega _{p}\colon T_{p}M\times T_{p}M\to \mathbb {R} } seja não degenerada para todo {\displaystyle p\in M}.
Uma variedade simplética é um par {\displaystyle (M,\omega )}, com {\displaystyle \omega \in \Omega ^{2}(M)} uma {\displaystyle 2}-forma não-degenerada e fechada: {\displaystyle d\omega =0}.

### O fibrado cotangente
O fibrado cotangente {\displaystyle T^{\ast }M} de uma variedade {\displaystyle M} tem como fibra fixada em {\displaystyle p\in M} o espaço dual {\displaystyle ({T_{p}M})^{\ast }}. A projeção {\displaystyle T^{\ast }M\rightarrow M} será denotada por {\displaystyle \pi }. Para um sistema local de coordenadas {\displaystyle (q^{1},\ldots ,q^{n})} em {\displaystyle U\subset M}, as bases {\displaystyle \partial /\partial q^{i}} para as fibras do fibrado tangente {\displaystyle TM} sobre {\displaystyle U} determinam bases duais para as fibras de {\displaystyle T^{\ast }M} sobre {\displaystyle U}, que denotaremos por {\displaystyle p_{1},\ldots ,p_{n}}, de forma que para {\displaystyle \lambda \in \pi ^{-1}(U)\subset T^{\ast }M} temos {\displaystyle p_{i}(\lambda )=\lambda (\partial /\partial q^{i})}. Em {\displaystyle T^{\ast }M} temos então o sistema adaptado de coordenadas {\displaystyle (q^{1}\circ \pi ,\ldots ,q^{n}\circ \pi ,p_{1},\ldots ,p_{n})}, que será denotado por {\displaystyle ({\overline {q}}^{1},\ldots ,{\overline {q}}^{n},p_{1},\ldots ,p_{n})}.

#### A 1-forma tautológica
Podemos definir a função {\displaystyle \theta \colon T^{\ast }M\rightarrow T^{\ast }(T^{\ast }M)} por {\displaystyle \theta _{(p,\lambda )}(X)=\lambda (\pi _{\ast }(X))}. Trata-se de uma {\displaystyle 1}-forma em {\displaystyle T^{\ast }M}, chamada de forma tautológica. Num sistema adaptado {\displaystyle ({\overline {q}}^{1},\ldots ,{\overline {q}}^{n},p_{1},\ldots ,p_{n})}, {\displaystyle \theta } se expressa como
{\displaystyle \theta \vert _{\pi ^{-1}(U)}=\sum _{i=1}^{n}p_{i}d\,{\overline {q}}^{i}}.

#### A estrutura simplética canônica do fibrado cotangente
Se fizermos {\displaystyle \omega =d\theta \in \Omega ^{2}(T^{\ast }M)}, então {\displaystyle \omega } é uma forma simplética em {\displaystyle T^{\ast }M}. Num sistema adaptado, {\displaystyle \textstyle {\omega =\sum dp_{i}\wedge d\,{\overline {q}}^{i}}}. Disso é consequência que {\displaystyle \omega } é não degenerada. A variedade simplética {\displaystyle (T^{\ast }M,\omega )} é orientada pela forma {\displaystyle \omega ^{n}}, como anteriormente.
A estrutura simplética canônica de um fibrado cotangente motiva o seguinte
Teorema (Darboux). Se {\displaystyle (M,\eta )} é uma variedade simplética, em torno de cada ponto há um sistema simplético de coordenadas, isto é, uma carta local {\displaystyle (q^{1},\ldots ,q^{n},p_{1},\ldots ,p_{n})} em que {\displaystyle \eta } se expressa como {\displaystyle \textstyle \eta =\sum dp_{i}\wedge dq^{i}}.
Uma forma simplética dá, portanto, uma orientação.

### Mecânica Hamiltoniana
Suponha que um sistema tenha a variedade diferenciável {\displaystyle M} como espaço de configurações. No fibrado cotangente, com a estrutura simplética canônica, podemos considerar funções hamiltonianas, isto é, funções suaves {\displaystyle H\colon T^{\ast }M\rightarrow \mathbb {R} }. A definição de transformação canônica torna-se mais simples: trata-se de um difeomorfismo {\displaystyle \in \operatorname {Diff} (T^{\ast }M)} que preserva, via pullback, a forma simplética canônica.
Por não-degenerescência, a uma função hamiltoniana podemos associar um campo de vetores {\displaystyle \mathbf {X} _{H}\in {\mathfrak {X}}(T^{\ast }M)} da seguinte maneira: {\displaystyle i_{\mathbf {X} _{H}}(\omega )=-dH} (contração). Isso permite definir colchetes de Poisson: se {\displaystyle f,g\colon T^{\ast }M\to \mathbb {R} } são hamiltonianas, {\displaystyle \{f,g\}\colon T^{\ast }M\to \mathbb {R} } é definida por {\displaystyle \{f,g\}(p)=\omega _{p}(\mathbf {X} _{f}(p),\mathbf {X} _{g}(p))}. Em coordenadas simpléticas, recuperamos as fórmulas clássicas. Note-se que a definição de Poisson se generaliza para variedades simpléticas quaisquer. Também se generalizam o Teorema dos Toros Invariantes e a existência de cartas locais (ou semi-locais, em vizinhanças de um toro invariante) do tipo ângulo-ação.

## Classificação dep{\displaystyle p}-grupos finitos extraespeciais
Um {\displaystyle p}-grupo ({\displaystyle p} primo) finito {\displaystyle G} é dito extraespecial quando {\displaystyle G^{\prime }=Z(G)} e {\displaystyle \vert G^{\prime }\vert =\vert Z(G)\vert =p}. Exemplos de grupos extraespeciais são o grupo diedral de simetrias do quadrado, {\displaystyle D_{8}\cong \langle a,b\mid a^{4}=1,b^{2}=1,a^{b}=a^{-1}\rangle } e o grupo quaterniônico {\displaystyle Q_{8}\cong \langle a,b\mid a^{4}=1,b^{2}=a^{2},a^{b}=a^{-1}\rangle }, ambos de ordem {\displaystyle 8=2^{3}}. Esses dois grupos não são isomorfos. De fato, podemos definir o homomorfismo {\displaystyle \beta \colon Q_{8}\to \operatorname {SL} (2,\mathbb {C} )}:
{\displaystyle a\mapsto {\begin{pmatrix}{\sqrt {-1}}&0\\0&-{\sqrt {-1}}\end{pmatrix}},\quad b\mapsto {\begin{pmatrix}0&1\\-1&0\end{pmatrix}}.}
Temos {\displaystyle \operatorname {Ker} \beta =1}. Como {\displaystyle \operatorname {SL} (2,F)} possui uma única involução, a saber {\displaystyle -I}, quando {\displaystyle F} é um corpo de característica {\displaystyle \neq 2}, obtemos que {\displaystyle Q_{8}} e {\displaystyle D_{8}} não são isomorfos, já que {\displaystyle D_{8}} possui mais de uma involução.

Seja {\displaystyle G} um {\displaystyle p}-grupo finito extraespecial com {\displaystyle C=G^{\prime }=Z(G)}. O subgrupo {\displaystyle C} é cíclico de ordem {\displaystyle p}; fixemos um gerador {\displaystyle c}. Se {\displaystyle x\in G,g\in G}, então {\displaystyle [x,g^{p}]=[x,g]^{p}} (isso é verdade pois {\displaystyle G^{\prime }} é central; use as fórmulas {\displaystyle [x,yz]=\ldots } etc). Como {\displaystyle \vert C\vert =p} , {\displaystyle [x,g^{p}]=1}, donde {\displaystyle g^{p}\in C}. Segue que {\displaystyle V=G/C} é um {\displaystyle p}-grupo abeliano elementar que pode, portanto, ser visto como um espaço vetorial sobre o corpo {\displaystyle \operatorname {GF} (p)} de {\displaystyle p} elementos. Se {\displaystyle x\in G,y\in G}  o comutador {\displaystyle [x,y]} depende apenas das classes {\displaystyle u={\overline {x}},v={\overline {y}}} em {\displaystyle G/C}, então faz sentido escrever {\displaystyle [x,y]=c^{f(u,v)}} para {\displaystyle f\colon V\times V\rightarrow \operatorname {GF} (p)} bem-definida. Notando que {\displaystyle [xx_{1},y]=[x,y][x_{1},y]} e {\displaystyle [x,x]=1}, temos que {\displaystyle f} é uma forma bilinear alternada. Se {\displaystyle f(u,v)=0} para todo {\displaystyle v\in V}, então {\displaystyle [x,y]=1} para todo {\displaystyle y\in G}; isso significa que {\displaystyle u=0}, logo {\displaystyle (V,f)} é um espaço simplético (de dimensão finita, obviamente). Considere agora uma decomposição simplética {\displaystyle V=V_{1}\oplus \ldots \oplus V_{n}}, onde {\displaystyle V_{i}} é bidimensional com base {\displaystyle \{u_{i},v_{i}\}} de tal forma que {\displaystyle f(u_{i},v_{i})=1,f(u_{i},v_{j})=0} se {\displaystyle i\neq j} e {\displaystyle f(u_{i},u_{j})=f(v_{i},v_{j})=0} para quaisquer {\displaystyle i,j}. Faça {\displaystyle u_{i}={\overline {x_{i}}},v_{i}={\overline {y_{i}}}}. Então {\displaystyle G_{i}=\langle x_{i},y_{i}\rangle } contém {\displaystyle C} pois {\displaystyle f(u_{i},v_{i})=1}, e é um grupo não-Abeliano de ordem {\displaystyle p^{3}}. Temos agora que {\displaystyle G=G_{1}G_{2}\ldots G_{n}}. Ademais, {\displaystyle G/C=(G_{1}/C)\times \ldots \times (G_{n}/C)} e {\displaystyle [G_{i},G_{j}]=1} se {\displaystyle i\neq j}. A ordem de {\displaystyle G} é claramente {\displaystyle p^{2n+1}}.

### Produtos centrais
Um grupo {\displaystyle G} é dito ser o produto central dos subgrupos normais {\displaystyle G_{1},\ldots ,G_{n}} quando {\displaystyle G=G_{1}\ldots G_{n}}, {\displaystyle [G_{i},G_{j}]=1} para {\displaystyle i\neq j} e {\displaystyle \textstyle {G_{i}\cap \prod _{j\neq i}G_{j}=Z(G)}} para todo {\displaystyle i} (já que {\displaystyle Z(G_{i})\leq Z(G)} temos que {\displaystyle Z(G_{i})=Z(G)}). Intuitivamente, os centros estão sendo identificados. 
Observação 1. Se {\displaystyle G} é um produto central dos subgrupos normais {\displaystyle G_{1},\ldots ,G_{n}}, então {\displaystyle K=G_{i_{1}}G_{i_{2}}} é um produto central dos subgrupos {\displaystyle G_{i_{1}},G_{i_{2}}\vartriangleleft K}. Além disso, se {\displaystyle K} é um produto central dos subgrupos {\displaystyle K_{1},K_{2},\ldots ,K_{\ell }\vartriangleleft K}, então {\displaystyle G} é um produto central dos {\displaystyle G_{j}} ({\displaystyle j\neq i_{1}}, {\displaystyle j\neq i_{2}}), {\displaystyle K_{1},\ldots ,K_{\ell }}. 
Observação 2. Da mesma forma que um produto semidireto interno dá origem a um produto semidireto externo, é possível construir externamente um produto central de dois grupos {\displaystyle G,H} com centros isomorfos. Dado um isomorfismo {\displaystyle \theta \colon Z(G)\to Z(H)}, seja {\displaystyle N=\{(g^{-1},g^{\theta })\mid g\in Z(G)\}\vartriangleleft G\times H}. O grupo {\displaystyle (G\times H)/N} é um produto central dos subgrupos {\displaystyle (G\times 1)N/N\cong G} e {\displaystyle (1\times H)N/N\cong H}. Reciprocamente, se {\displaystyle L} é um produto central interno dos subgrupos normais {\displaystyle G_{1},G_{2}}, então {\displaystyle L} é isomorfo ao produto central externo de {\displaystyle G_{1}} por {\displaystyle G_{2}} segundo o isomorfismo idêntico {\displaystyle \mathrm {Id} \colon Z(G_{1})\to Z(G_{2})}.  
Da discussão que precede os três parágrafos anteriores, temos a seguinte
Proposição. Um {\displaystyle p}-grupo extraespecial é um produto central de {\displaystyle n} subgrupos não-Abelianos de ordem {\displaystyle p^{3}} cada, tendo pois ordem {\displaystyle p^{2n+1}}. Um produto central de grupos não-Abelianos de ordem {\displaystyle p^{3}} é um grupo extraespecial.
Não é difícil classificar grupos não-abelianos de ordem {\displaystyle p^{3}}, {\displaystyle p} primo. Se {\displaystyle p=2}, ocorrem apenas os exemplos do início desta seção, {\displaystyle D_{8}} e {\displaystyle Q_{8}}. Se {\displaystyle p} é ímpar, as classes de isomorfismo dividem-se em duas, de acordo com a maior ordem possível para um elemento (o expoente do grupo): se o expoente for {\displaystyle p}, teremos um isomorfismo com {\displaystyle \langle x,y\mid x^{p}=1=y^{p},[x,y]^{x}=[x,y]=[x,y]^{y}\rangle }; se o expoente for {\displaystyle p^{2}} ter-se-á um isomorfismo com {\displaystyle \langle x,y\mid x^{p^{2}}=1=y^{p},x^{y}=x^{1+p}\rangle }. Todos os grupos não-Abelianos de ordem {\displaystyle p^{3}} são extraespeciais.
Proposição. Um grupo não-Abeliano de ordem {\displaystyle p^{3}} e expoente {\displaystyle p^{2}}, para {\displaystyle p>2}, tem a apresentação mencionada.
Prova. Seja {\displaystyle x\in G} de ordem {\displaystyle p^{2}} e tome {\displaystyle w\in G} tal que {\displaystyle \langle {\overline {x}},{\overline {w}}\rangle =G/Z(G)=G_{\mathrm {ab} }\cong Z_{p}\times Z_{p}}. Caso {\displaystyle w} tenha ordem {\displaystyle p^{2}}, então {\displaystyle \langle x\rangle \cap \langle w\rangle } tem ordem {\displaystyle p}; seja {\displaystyle x^{p}=w^{kp},p\nmid k}. Temos que {\displaystyle 1\neq x^{-1}w^{k}} tem ordem {\displaystyle p} (aqui usamos a hipótese de que {\displaystyle p} é ímpar junto com a fórmula {\displaystyle {(gh)}^{n}=g^{n}h^{n}{[h,g]}^{n(n-1)/2}}, que vale pois {\displaystyle G^{\prime }} é central). Como {\displaystyle p\nmid k} e  {\displaystyle x^{-1}w^{k}} tem ordem {\displaystyle p}, os subgrupos gerados por {\displaystyle x,x^{-1}w^{k}} intersectam-se trivialmente, donde segue que {\displaystyle G=\langle x,x^{-1}w^{k}\rangle } por comparação de número de elementos. Como {\displaystyle [x,x^{-1}w^{k}]\neq 1} pois {\displaystyle G} é não-Abeliano, segue que {\displaystyle \langle [x,x^{-1}w^{k}]\rangle =Z(G)=\langle x^{p}\rangle }, logo {\displaystyle [x,x^{-1}w^{k}]=x^{rp}}, {\displaystyle p\nmid r}. Então se {\displaystyle rr^{\ast }\equiv 1\,\,(\mathrm {mod} \,\,p)}, {\displaystyle x^{p}=[x,x^{-1}w^{k}]^{r^{\ast }}=[x,{(x^{-1}w^{k})}^{r^{\ast }}]}. Fazendo {\displaystyle y={(x^{-1}w^{k})}^{r^{\ast }}}, temos finalmente que {\displaystyle G=\langle x,y\rangle } e {\displaystyle x^{p^{2}}=1=y^{p},x^{y}=x^{1+p}}, como queríamos. O caso em que {\displaystyle w} já tem ordem {\displaystyle p} é análogo.
Concretamente, o primeiro tipo de isomorfismo é representado pelo grupo de matrizes {\displaystyle \textstyle {{\Bigl \lbrace }\!{\Bigl (}{\begin{smallmatrix}1&a&b\\0&1&c\\0&0&1\end{smallmatrix}}{\Bigr )}\mathbin {\Big \vert } \,a,b{\text{ e }}c{\text{ em }}\mathbb {Z} /p\mathbb {Z} {\Bigr \rbrace }\leq \operatorname {GL} (3,p)}} (se {\displaystyle p=2} esse subgrupo de {\displaystyle \operatorname {GL} (3,2)} é diedral), enquanto o segundo é representado pelo produto semidireto {\displaystyle A\ltimes Z_{p^{2}}}, com o grupo cíclico {\displaystyle Z_{p^{2}}} operado canonicamente, por avaliação, pelo grupo {\displaystyle Z_{p}\cong A=\langle g\mapsto g^{p+1}\rangle \leq \operatorname {Aut} Z_{p^{2}}} (note-se que {\displaystyle {(1+p)}^{p}\equiv 1\!\!\!\!{\pmod {p^{2}}}} então esse gerador de {\displaystyle A} tem de fato ordem {\displaystyle p}).
Agora seja {\displaystyle G} um grupo extraespecial de ordem {\displaystyle p^{2n+1}}. Se {\displaystyle p=2}, afirmo que {\displaystyle G} é um produto central de {\displaystyle n} grupos {\displaystyle D_{8}} ou um produto central de {\displaystyle n-1}grupos {\displaystyle D_{8}} e apenas um {\displaystyle Q_{8}}. Isso porque o produto central {\displaystyle Q_{8}\circ Q_{8}}de dois grupos {\displaystyle Q_{8}} é isomorfo ao produto central {\displaystyle D_{8}\circ D_{8}}. Usando as apresentações do início da seção, monte apresentações identificando os centros para  {\displaystyle D_{8}\circ D_{8}\cong \langle a,b,c,d\mid \ldots \rangle }, {\displaystyle Q_{8}\circ Q_{8}\cong \langle x,y,z,w\mid \ldots \rangle } e verifique que {\displaystyle \theta \colon a\to x,b\to yz,c\to z,d\to wx} é um isomorfismo. (Note que a apresentação é obtida fazendo o quociente {\displaystyle (Q_{8}\times Q_{8})/\langle (x^{2},z^{-2})\rangle }, como na Observação 2)
Se {\displaystyle p>2}, então ou {\displaystyle G} tem expoente {\displaystyle p} ou {\displaystyle G} é um produto central de grupos não abelianos de ordem {\displaystyle p^{3}} e expoente {\displaystyle p} e apenas um grupo não abeliano de ordem {\displaystyle p^{3}} e expoente {\displaystyle p^{2}}. De fato, se {\displaystyle L} e {\displaystyle H} são grupos não-Abelianos de ordem {\displaystyle p^{3}} com {\displaystyle L} de expoente {\displaystyle p^{2}} e {\displaystyle H} de expoente {\displaystyle p}, temos que os produtos centrais {\displaystyle L\circ L} e {\displaystyle H\circ L} são isomorfos. Um isomorfismo {\displaystyle H\circ L\to L\circ L} é definido por {\displaystyle \alpha \colon a\to c^{-1}x^{\ell },b\to y,c\to c^{k^{\ast }},d\to yd.} É isomorfismo pois é sobrejetivo e ambos os grupos têm ordem {\displaystyle p^{5}}, ou note que a associação que se estende à inversa é {\displaystyle \alpha ^{-1}\colon x\to c^{k\ell ^{\ast }}\!a^{\ell ^{\ast }},y\to b,c\to c^{k},d\to b^{-1}d}. Aqui, {\displaystyle \langle a,b\mid \ldots \rangle \cong H}, {\displaystyle \langle c,d\mid \ldots \rangle \cong L\cong \langle x,y\mid \ldots \rangle }; em {\displaystyle H\circ L}, {\displaystyle [a,b]=c^{kp}} e em {\displaystyle L\circ L}, {\displaystyle c^{p}=x^{\ell p}}, {\displaystyle 0<k<p}, {\displaystyle 0<\ell <p}, {\displaystyle kk^{\ast }\equiv 1\,(\mathrm {mod} \,\,p^{2})}, {\displaystyle \ell \ell ^{\ast }\equiv 1\,(\mathrm {mod} \,\,p^{2})}, além, claro, das relações de centralização e daquelas que caracterizam {\displaystyle H,L} como representantes dos tipos de isomorfismo mencionados há pouco. Agora basta notar que todo elemento de um monoide no alfabeto {\displaystyle \{H,L\}} em que são impostas apenas as relações {\displaystyle HL=LH} de comutatividade e {\displaystyle LL=HL} decorrente do isomorfismo, é da forma {\displaystyle HH\ldots H} ou {\displaystyle HH\ldots HL} (estamos usando implicitamente a Observação 1).
Os argumentos anteriores provam o seguinte 
Teorema. Para cada {\displaystyle n=1,2,3,\ldots } e para cada {\displaystyle p} primo ímpar, existem duas classes de isomorfismo de grupos extraespeciais de ordem {\displaystyle p^{2n+1}}, de acordo com o expoente, {\displaystyle p} ou {\displaystyle p^{2}}. A classe de expoente {\displaystyle p} é representada por um produto central de {\displaystyle n} grupos isomorfos a {\displaystyle H}; a outra, pelo produto central de um grupo isomorfo a {\displaystyle L} e {\displaystyle n-1} grupos isomorfos a {\displaystyle H}. É possível exibir apresentações para representantes de cada uma das duas classes.
Um resultado similar, como já vimos, vale para {\displaystyle p=2}.
Raciocínio inteiramente análogo mostra que um {\displaystyle p}-grupo finito em que o centro é cíclico e o subgrupo derivado tem ordem {\displaystyle p} (grupos chamados de extraespeciais generalizados) possui a seguinte propriedade: {\displaystyle G^{\prime }\leq Z(G)} e {\displaystyle G/Z(G)} é um {\displaystyle p}-grupo abeliano elementar de posto par. Esses grupos podem ser expressados como produto central de grupos de dois tipos. Há duas classes de isomorfismo quando fixados {\displaystyle \vert G\vert } e o índice {\displaystyle [G:Z]} do centro. Isso permite exibir apresentações como anteriormente.